# Go Mosu
Go Mosu (Cao Mộ Sấu), hay Bulilji, là cháu của Go Jin, do đó là chắt của Hae Mosu, vua thứ nhất của Bukbuyeo. Go Mosu là cha của Go Jumong, vua thứ bảy của Bukbuyeo, và là người sáng lập Cao Câu Ly.